# Ahui Nan
Ahui Nan (?-225) est le troisième chef des « Trois Ravins » et subordonné du roi des tribus Nanman, Meng Huo. Probablement purement fictif, il apparaît dans l’Histoire des Trois Royaumes de Luo Guanzhong.
Tout comme les deux autres chefs, il est appelé par Meng Huo à diriger une armée de 50 000 Nanman afin de repousser l’armée des Shu. Pris entre les armées de Zhao Yun et Ma Zhong, il s’enfuit de son camp vers les montagnes où il se fait capturer par Zhang Yi. Zhuge Liang le relâche et peu après, lorsque Meng Huo se fait capturer et relâcher une seconde fois, Ahui Nan est exécuté par ce dernier afin de venger sa capture.
Il reprit les armes à la demande de Meng Huo pour aider le seigneur de la 2e Cavalerie, Dong Tu Na,ne pouvant renier leur allégeance au Shu,lui et Dong Tu Na livrèrent Meng Huo à ces derniers .Une fois sauvé, Meng Huo se chargea de lui faire payer.
Anhui Nan est probablement un personnage fictif.